# Spencer Johnson
Doctor Spencer Johnson (Mitchell, Dakota del Sur, 24 de noviembre de 1938-Encinitas, San Diego, 3 de julio de 2017) fue un escritor y psicólogo estadounidense, conocido sobre todo por el éxito internacional de su libro ¿Quién se ha llevado mi queso? (1998). Es también coautor, con Ken Blanchard de la serie de libros "El ejecutivo en un minuto" Falleció el 3 de julio de 2017.

## Biografía
Nació el 24 de noviembre de 1938 en Mitchell, Dakota del Sur, Estados Unidos, en el seno de una familia de clase media y su infancia transcurrió en esta ciudad. En 1957 se gradúa en la "Notre Dame High School" de Sherman Oaks (California), en 1957 ingresa a la Universidad de California del Sur para estudiar psicología, recibiéndose en 1963. Tiempo después se trasladó a Irlanda para especializarse en el "Royal College of Surgeons".
Ha sido director  médico de Medtronic, la empresa que inventó los marca-pasos,e investigador para el Instituto de Estudios Interdisciplinarios, entre otros muchos puestos, y sus libros han aparecido en diversos medios, desde la CNN hasta publicaciones como USA Today o el New York Times. Ha sido traducido a más de veinte lenguas distintas.
Johnson falleció el 3 de julio de 2017 como consecuencia de un cáncer de páncreas que padecía de hacía algún tiempo.

## Obras
- Cómo ser buena madre en un minuto 1985

Spencer Johnson, se pone en la piel de las madres para explicar tres técnicas básicas para educar a sus hijos. Cómo convertirse en una madre eficaz, cómo hacer que los más pequeños descubran sus propias capacidades y por último, cómo mantener el amor propio a través de la responsabilidad y el compromiso de los hijos.
Ayuda a mejorar la comunicación con confianza, enriqueciendo el vínculo entre ambos.  
- Cómo ser buen padre en un minuto 1985

Prospera en cada segundo que pasas con tu hijo. El método más adecuado para que usted le ayude a subir la autoestima y mejorar el comportamiento de tu hijo. Métodos prácticos para establecer una adecuada educación, con regañinas o castigos, también con halagos y marcando metas. Ayuda al padre a desarrollar más confianza en sí mismo y a generar una vida familiar más feliz y sana. 
- ¿Quién se ha llevado mi queso? 1998

Cuatro simples personajes, cada uno con su propia idea y acción, nos llevan a través de un laberinto (vida real) con sus piedras en el camino.
Un libro que cada persona lo leerá y entenderá dependiendo del momento en el que este viviendo. Pero da igual que cual sea ese, pues siempre que acabes el libro te sentirás fuerte para seguir tu camino. 
- ¿Quién se ha llevado mi queso? Para niños 2003

Fisgón, Escurridizo, Hem y Haw. Viven en un gran Laberinto, que caminan cada mañana en busca de lo que les hace felices: ¡el Queso Mágico!
Cuando por fin dan con él, se relajan pensando que les va a durar toda la vida... hasta que un día se levantan y el Queso ha desaparecido, cambiándoles todo. 
¿Quién se ha llevado el Queso? ¿Lo recuperarán? ¿Serán nuestros amigos capaces de recorrer caminos desconocidos y rincones inexplorados para recuperarlo?
Te ayudara afrontar y a contemplar los cambios que ocurren en tu vida como algo positivo que te llevara a descubrir nuevas oportunidades. 
- ¿Quién se ha llevado mi queso? Para jóvenes 2003

¿Qué hacer cuando tu mundo está cambiando? - ¿Quién se ha llevado mi queso? Al leer este libro, te darás cuenta de los cambios que estas experimentando y no te pararas a tener miedo, si no que andaras hacia delante sin mirar atrás. Recorre el Laberinto con los ratones “Fisgón” y “Escurridizo”, y los liliputienses “Hem” y “Haw”, y encuentra con ellos tu queso.
- El profesor al minuto 2003

Método para enseñar a enseñarse a sí mismos. Muestra a los profesores como pueden mejorar la enseñanza de sus alumnos con motivación y cambiar así sus estilos de vida. 
- El ejecutivo al minuto 2005[4]

Un joven que quiere convertirse en un gran ejecutivo, trabajo con varios empresarios que no le aportan nada la forma en como habían logrado ser unos importantes ejecutivos. Unos se definían como jefes duros y los otro como demócratas. Dos extremos con sus pros y sus contras. Así que ninguno de los extremos le pareció correcto y volvió a casa. Su sorpresa fue cuando le hablaron de una empresa que al parecer era perfecta, así que fue a visitarla....